# Eddie Lawson
Eddie Lawson (Upland, 11 marzo 1958) è un pilota motociclistico statunitense ritiratosi dalle competizioni e quattro volte iridato nella classe 500 del motomondiale.

## Carriera

### Motociclismo

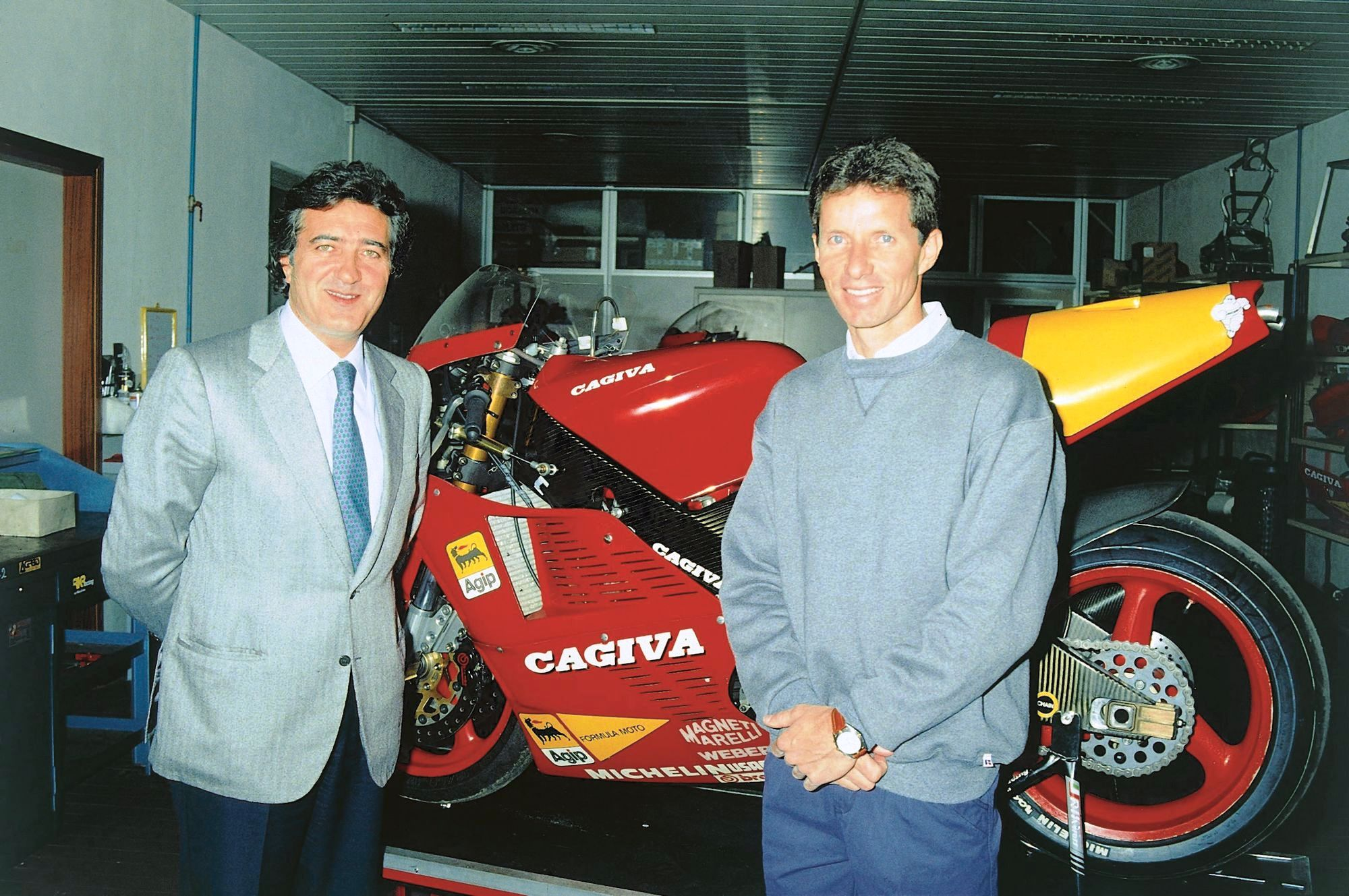
Da destra: Lawson e Claudio Castiglioni nel reparto corse Cagiva, inverno 1990-91.

Dopo aver esordito nelle competizioni statunitensi, nel 1981 vinse la "100 miglia di Daytona" ripetendo il successo anche l'anno successivo. Vinse i titoli 1981 e 1982 dell'AMA Superbike Championship e i titoli 1980 e 1981 dell'AMA 250cc Road Racing National Championship.
Sempre nel 1981 debuttò nel motomondiale, correndo alcune gare nella classe 250 con la Kawasaki, senza ottenere punti.
Nel 1983 inizia la sua prima stagione nella classe 500 con una Yamaha YZR 500 del team Agostini, riuscendo a conquistare il titolo nella stagione seguente (quattro Gran Premi vinti e 142 punti in classifica). Nella stagione 1985 dovette invece accontentarsi di un secondo posto nella classifica generale, frutto di tre gare conquistate e 133 punti, preceduto dall'altro statunitense Freddie Spencer.
Si rifece l'anno seguente: si laureò infatti campione del Mondo con sette successi e 139 punti, vincendo contemporaneamente la 200 miglia di Daytona. Nel 1987 arrivò terzo nella classifica della 500, preceduto da Wayne Gardner e Randy Mamola, nonostante le cinque corse in cui tagliò per primo il traguardo.
Conquistò successivamente il mondiale del 1988 (sette vittorie) e del 1989 (su Honda NSR 500, vincendo quattro Gran Premi). Nel 1990 tornò di nuovo alla guida della Yamaha YZR 500 nel Marlboro Team Roberts, senza però riuscire a tornare competitivo nel motomondiale a causa di un incidente a Laguna Seca che lo mise fuori per diverse gare; riesce però ad aggiudicarsi la 8 Ore di Suzuka. Passò poi alla Cagiva nel motomondiale 1991 e con essa ottenne nel 1992 l'ultima sua vittoria nel Gran Premio d'Ungheria (contemporaneamente anche prima vittoria della casa varesina dopo 10 anni di gare).
Al termine della carriera il suo bilancio nel campionato mondiale è di 130 gare disputate, corse in maggioranza nella classe 500, con 31 vittorie, 31 secondi posti e 16 terzi posti.

### Automobilismo
Nel 1996 partecipò al campionato automobilistico della Champ Car con il team Galles Racing International partecipando a 11 Gran Premi.
Il suo miglior piazzamento fu un sesto posto, alla fine della stagione totalizzò un totale di 26 punti di cui 18 in circuiti cittadini (Australia, Long Beach, Detroit) e 8 in circuiti ovali (U.S. 500 Michigan International Speedway).
Si piazzò quarto nella lista dei Rookie (i piloti debuttanti) dietro a Mark Blundell, Greg Moore e Alex Zanardi che vinse questa speciale classifica.

## Risultati nel motomondiale
| 1981 | Classe | Moto     |  |  |     |     |     |  |  |  |  |  |  |  |  |  |  | Punti | Pos. |
| ---- | ------ | -------- |  |  | --- | --- | --- |  |  |  |  |  |  |  |  |  |  | ----- | ---- |
| 1981 | 250    | Kawasaki |  |  | Rit | Rit | Rit |  |  |  |  |  |  |  |  |  |  | 0     |      |

| 1983 | Classe | Moto   |   |     |   |   |   |   |   |   |   |   |   |   |  |  |  | Punti | Pos. |
| ---- | ------ | ------ | - | --- | - | - | - | - | - | - | - | - | - | - |  |  |  | ----- | ---- |
| 1983 | 500    | Yamaha | 8 | Rit | 3 | 9 | 6 | 2 | 3 | 5 | 5 | 4 | 5 | 3 |  |  |  | 78    | 4º   |

| 1984 | Classe | Moto   |   |   |   |   |   |   |   |   |   |   |   |   |  |  |  | Punti | Pos. |
| ---- | ------ | ------ | - | - | - | - | - | - | - | - | - | - | - | - |  |  |  | ----- | ---- |
| 1984 | 500    | Yamaha | 1 | 2 | 1 | 1 | 2 | 2 | 4 | 3 | 4 | 2 | 1 | 4 |  |  |  | 142   | 1º   |

| 1985 | Classe | Moto   |   |   |   |   |   |   |     |   |   |   |   |   |  |  |  | Punti | Pos. |
| ---- | ------ | ------ | - | - | - | - | - | - | --- | - | - | - | - | - |  |  |  | ----- | ---- |
| 1985 | 500    | Yamaha | 1 | 2 | 4 | 2 | 2 | 1 | Rit | 2 | 4 | 2 | 2 | 1 |  |  |  | 133   | 2º   |

| 1986 | Classe | Moto   |   |   |   |   |   |     |   |   |   |   |   |    |  |  |  | Punti | Pos. |
| ---- | ------ | ------ | - | - | - | - | - | --- | - | - | - | - | - | -- |  |  |  | ----- | ---- |
| 1986 | 500    | Yamaha | 2 | 1 | 1 | 1 | 1 | Rit | 2 | 1 | 3 | 1 | 1 | NE |  |  |  | 139   | 1º   |

| 1987 | Classe | Moto   |     |   |   |   |     |   |   |     |   |   |   |   |   |   |   | Punti | Pos. |
| ---- | ------ | ------ | --- | - | - | - | --- | - | - | --- | - | - | - | - | - | - | - | ----- | ---- |
| 1987 | 500    | Yamaha | Rit | 2 | 1 | 2 | Rit | 3 | 1 | Rit | 1 | 2 | 2 | 2 | 1 | 2 | 1 | 157   | 3º   |

| 1988 | Classe | Moto   |   |   |   |   |   |   |   |   |   |    |   |   |   |   |   | Punti | Pos. |
| ---- | ------ | ------ | - | - | - | - | - | - | - | - | - | -- | - | - | - | - | - | ----- | ---- |
| 1988 | 500    | Yamaha | 3 | 1 | 2 | 1 | 1 | 4 | 1 | 2 | 2 | 10 | 1 | 6 | 1 | 2 | 1 | 252   | 1º   |

| 1989 | Classe | Moto  |   |   |   |   |       |   |   |   |   |   |   |   |   |   |   | Punti | Pos. |
| ---- | ------ | ----- | - | - | - | - | ----- | - | - | - | - | - | - | - | - | - | - | ----- | ---- |
| 1989 | 500    | Honda | 3 | 5 | 3 | 1 | [ 8 ] | 2 | 2 | 3 | 2 | 1 | 1 | 2 | 1 | 2 | 2 | 228   | 1º   |

| 1990 | Classe | Moto   |     |  |  |  |  |  |  |   |   |   |   |   |   |   |   | Punti | Pos. |
| ---- | ------ | ------ | --- |  |  |  |  |  |  | - | - | - | - | - | - | - | - | ----- | ---- |
| 1990 | 500    | Yamaha | Rit |  |  |  |  |  |  | 3 | 3 | 5 | 3 | 2 | 3 | 2 | 4 | 118   | 7º   |

| 1991 | Classe | Moto   |   |   |   |   |   |   |   |     |   |   |   |     |   |  |  | Punti | Pos. |
| ---- | ------ | ------ | - | - | - | - | - | - | - | --- | - | - | - | --- | - |  |  | ----- | ---- |
| 1991 | 500    | Cagiva | 6 | 6 | 5 | 6 | 3 | 4 | 5 | Rit | 4 | 3 | 6 | Rit | 8 |  |  | 126   | 6º   |

| 1992 | Classe | Moto   |    |   |     |    |    |   |   |     |   |   |   |    |     |  |  | Punti | Pos. |
| ---- | ------ | ------ | -- | - | --- | -- | -- | - | - | --- | - | - | - | -- | --- |  |  | ----- | ---- |
| 1992 | 500    | Cagiva | 14 | 6 | Rit | 11 | 11 | 6 | 6 | Rit | 1 | 5 | 4 | 11 | Rit |  |  | 56    | 9º   |

| Legenda | 1º posto        | 2º posto            | 3º posto            | A punti      | Senza punti        | Grassetto – Pole position Corsivo – Giro più veloce |
| Legenda | Gara non valida | Non qual./Non part. | Ritirato/Non class. | Squalificato | '-' Dato non disp. | Grassetto – Pole position Corsivo – Giro più veloce |